# 은혜의 강가로
《은혜의 강가로》는 대한민국의 방송국 기독교방송의 라디오 채널 CBS 표준FM에서 일요일 오후 6시 30분 ~ 오후 8시까지 방송됐던 라디오 프로그램이다.
1부(15분)는 CCM, 2부와 3부(각각 30분씩)는 CCM과 목사의 설교로 방송되었다.
2015년 CBS 가을개편으로 이 시간에 주말엔 김윤주와라는 프로그램이 편성되면서 폐지되었다.

## 진행자
- CBS 김용신 아나운서
- CBS 김윤주 아나운서
- CBS 이지민 아나운서
- CBS 심기식 아나운서

## 설교
- 기쁨의 교회 주민관 목사 (2부)
- 신촌장로교회 조동천 목사 (3부)

## 같이 보기
- CBS 표준FM